# Holschkenfehn
Das Holschkenfehn ist ein Naturschutzgebiet in der niedersächsischen Gemeinde Groß Berßen in der Samtgemeinde Sögel im Landkreis Emsland.
Das Naturschutzgebiet mit dem Kennzeichen NSG WE 032 ist 8,5 Hektar groß. Es steht seit dem 4. März 1939 unter Naturschutz. Zuständige untere Naturschutzbehörde ist der Landkreis Emsland.
Das Naturschutzgebiet liegt im Hümmling an der Hünengräberstraße des Hümmlings zwischen Groß Berßen und Hüven. Es stellt einen kleinen, erhaltenen Teil der früher landschaftsbestimmenden Heide unter Schutz, die am Rande eines Waldgebietes liegt. Teile der Heide sind mit Kiefern bewachsen.
Innerhalb des Naturschutzgebietes befinden sich sieben Megalithanlagen, darunter das Königsgrab.